# Jiayuguan
Jiayuguan (xinès simplificat: 嘉峪关(市, xinès tradicional: 嘉峪關, pinyin: Jiāyùguān) és una ciutat a nivell de prefectura a la província de Gansu, a la República Popular de la Xina, amb una població de 127.532 (2007). És sobretot famosa pel pas de Jiayu, que el té molt a la vora, i és el pas més gran i més intacte de la Gran muralla.

## Història
L'enorme fortalesa no fou construïda fins al 1372, poc després de l'establiment de la dinastia Ming. Té una gran importància estratègica, ja que controla la ruta que travessa el pas de Jade, que portava a la ruta de la Seda entre el Qilian Shan i les muntanyes negres fins a aquesta part de Gansu.
Les seves torres de 10,5 m s'alcen sobre el desert amb les muntanyes nevades de decoració. A dins hi ha un temple, així com un teatre per entretenir les tropes Qing. Malgrat estar molt restaurat, sobreviuen molts trets originaris.